# Жмурин, Иван Петрович
 Иван Петрович Жмурин  (1791—1868) — герой Отечественной войны 1812 года, подполковник, участник Бородинского сражения и сражения под Малоярославцем.

## Биография
Родился 1 (12) октября 1791 года. 
Поступил рядовым в лейб-гвардии Егерский полк 4 мая 1805 года; 29 ноября 1809 года был произведён в унтер-офицеры. Вместе со своим полком принимал участие во многих делах Отечественной войны 1812 года и заграничных походах: 5 и 6 августа 1812 года сражался при защите Смоленска, а 26 августа — при Бородине, где во время боя был контужен черепком гранаты в правое плечо; 6 октября был при Тарутине, 12 октября — при Малом Ярославце, 30 октября — при Клементине, 4 и 5 ноября — под Красным и при селе Добром, где он был ранен штыком в правую ногу выше колена. Принимал участие в преследовании неприятеля до границ и в пределах герцогства Варшавского; 20 апреля 1813 года участвовал в сражении при Люцене, 8 и 9 мая — при Бауцене, 15 и 16 августа — на Пирнском шоссе при отступлении от Дрездена, 17 и 18 августа — в битве под Кульмом, 4 и 5 октября — при Лейпциге; с 9 октября находился в отряде генерал-адъютанта графа А. П. Ожаровского;, затем был в переходе через Рейн в пределы Франции и 18 марта 1814 года сражался при взятии Парижа.
После окончания похода в рядах войск дошёл до Шербурга и затем морем вернулся в Россию. За отличие в Бородинском сражении был награждён знаком отличия Военного ордена, а за участие в битве под Лейпцигом получил знак отличия прусского железного креста. Также был награждён медалью в память Отечественной войны 1812 года и за взятие Парижа; 12 июня 1819 года был произведён в фельдфебели, 20 декабря того же года — в подпоручики с переводом в 47-й егерский полк; с 20 мая 1820 года — поручик; 20 сентября 1823 года ему была объявлена за усердную службу Монаршее благоволение в числе прочих штаб и обер офицеров.
В 1824 году, 8 мая он был произведён в штабс-капитаны, а 9 декабря того же года уволился от службы за ранами с мундиром и пенсией полного жалования. Высочайшим приказом 9 ноября 1832 года И. П. Жмурин был назначен в Севастопольскую крепость плац-майором с определением опять в 47-й егерский полк. При преобразовании армейской пехоты, 19 ноября 1833 года был переведён с 1-м батальоном 47-го егерского полка в Брестский пехотный полк; 20 августа 1834 года назначен состоять по армии с оставлением в прежней должности и 6 декабря того же года за отличие по службе произведён в капитаны, а 1 января 1837 года в майоры с оставлением в прежней должности.
После выхода в отставку в звании подполковника И. П. Жмурин служил некоторое время городничим в Землянске и Богучаре. Во время Крымской кампании был назначен командиром пешей дружины ратников ополчения Землянского уезда, но по случаю заключения мира это ополчение в войне участия не приняло. 
Скончался 21 октября (2 ноября) 1868 года. Погребён в ограде церкви Рождества Христова селе Стадница Семилукского района Воронежской области.

## Награды
- Георгиевский крест — за отличие в Бородинском сражении.
- Прусский железный крест — за участие в битве под Лейпцигом.
- Медаль «В память Отечественной войны 1812 года»
- Медаль «За взятие Парижа 19 марта 1814 года»